# Luigi Follieri
Luigi Follieri (Napoli, 15 settembre 1943 – Foggia, 16 luglio 2024) è stato un politico italiano, figlio dell'avvocato e senatore Mario Follieri.